# Luisia celebica
Luisia celebica är en orkidéart som beskrevs av Rudolf Schlechter. Luisia celebica ingår i släktet Luisia och familjen orkidéer.
Artens utbredningsområde är Sulawesi. Inga underarter finns listade i Catalogue of Life.